# Monte Mitrídates
O monte Mitrídates (em ucraniano:  Гора Мітридат, transl. Hora Mitrydat, em russo:  Гора Митридат, transl. Gora Mitridat, em tártaro da Crimeia:  Mitridat dağ, em grego:  Λόφος Μιφραδάτης, transl.: Lófos Mifradátis) é uma grande colina localizada no centro da cidade de Querche, na Crimeia com uma altitude de 91,4 metros. Do topo do monte Mitrídates uma vista panorâmica se espalha pela baía de Querche e pela cidade de Querche. Por vezes é possível ver a costa do Cáucaso.
No topo do monte Mitrídates, estão as ruínas da antiga cidade grega de Panticapeu e o Obelisco da Glória aos Heróis Imortais, que homenageia os soldados que caíram nas batalhas pela libertação da Crimeia durante a Segunda Guerra Mundial.

## Etimologia
O monte foi nomeado em homenagem a Mitrídates VI Eupátor, governante do Reino de Pontus e um dos mais determinados oponentes da República Romana. Ele morreu em Panticapeu no topo do monte, como resultado das Guerras Mitridáticas contra os romanos. Mitrídates é um nome que significa "o dom de Mitra" (deus Sol na mitologia persa). O nome em si é derivado do iraniano antigo Miθra-dāta-.

## História
Em 21 de julho de 1774, o monte Mitrídates, como território de Querche, foi designado territorialmente para o Império Russo como resultado da assinatura do tratado de paz de Küçük-Kainarji. Durante as transformações administrativo-territoriais de 1783-1802, Querche tornou-se parte da província de Táurida.
De acordo com a vontade de I. A. Stempkovsky, gradonachalnik de Querche entre 1828 a 1832, ele foi enterrado no topo do monte Mitrídates. A capela construída em seu túmulo no estilo do classicismo, tornou-se por muito tempo a arquitetura dominante da cidade. Foi destruída em 1944 durante a ofensiva da Crimeia.
Durante a Segunda Guerra Mundial, a montanha serviu como um dos lugares de batalhas heroicas com os invasores nazis na península da Crimeia, tornando-se o centro da glória militar dos defensores da Crimeia. Em dezembro de 1943, durante a operação Kerch-Eltigen, soldados da 318ª Divisão de Rifles ocuparam o monte Mitrídates enquanto deixavam Eltigen em direção a Querche na tentativa de se juntarem a outras tropas soviéticas na região. As tropas que chegaram ao monte foram evacuadas para a aldeia Opasnoe na praia de Yeni-Kale. Em 11 de abril de 1944, os libertadores de Querche içaram a Bandeira Vermelha no topo de Mitrídates, durante a ofensiva da Crimeia.
Em 1910, durante a pesquisa geológica na área do monte, o cientista e geólogo S. P. Popov descobriu e descreveu pela primeira vez um mineral que recebeu em 1914 o nome do monte - mitridatite.